# Henrique Caiado
Henrique Caiado, latinisiert Hermicus Caiado (* um 1470 in Lissabon, Portugal; † um 1509 in Rom, Italien) war ein portugiesischer Hochschullehrer, Gelehrter und Dichter der portugiesischen Frührenaissance.

## Leben und Wirken
Caiado wurde als Sohn von Alvaro Caiado in Lissabon geboren und entstammte einer reichen Familie. Sein Vater war als Militär und Beamter im Dienste Portugals reich und zu hohem Ansehen bei der Krone gelangt. Sein Bruder, Luis Caiado, vor dem er großen Respekt hatte, war Erzdiakon (Weihbischof) von Lissabon. Zunächst studierte er Latein und Grammatik in Lissabon.
Ausgestattet mit großen finanziellen Mitteln seines Vaters und seines Onkels und einer Empfehlung von König Dom Johann II. von Portugal und Algarve ging er – wie die meisten Studenten Portugals dieser Zeit, die ins Ausland gingen – nach Italien, um dort Jura zu studieren. Zunächst ging er 1485 nach Bologna, wo er sein Studium wieder aufnahm. Doch seine Studien nahm er nicht besonders ernst, da er lieber las und sich mit Poesie beschäftigte und eigene Gedichte schrieb. Erst als sein Onkel die Zahlungen einstellte und der König von Portugal ihn ermannte, nahm er sein Studium ernst.
Es folgten Studienaufenthalte und Besuche in Städten wie Pisa, Ferrara, Padua, Florenz, Rovigo. Nach Abschluss seines Studiums in Bologna zog er nach Rovigo, wo er an der dortigen Hochschule als Dozent tätig war und sich hohes Ansehen aufgrund seiner Bildung und seines Talents als Dichters erfreute. Von 1505 bis 1506 war er als einer der Räte der Hochschule tätig (heute mit einem Dekan vergleichbar). Einen Höhepunkt seines Lebens war das verbürgte Treffen mit dem damals schon weltbekannten Humanisten Erasmus von Rotterdam in Rom. Auch ein Treffen mit  Nikolaus Kopernikus ist verbürgt, dieser besaß sogar einen Band von Caiado in seiner Bibliothek.
Über eine Rückkehr nach Portugal oder Besuche dort wird bis heute spekuliert.

### Tod
Auch wenn das genaue Datum seines Todes nicht überliefert ist, so geht man doch von dem Jahr 1509 aus. Erasmus von Rotterdam schildert den Tod des Dichters in einem seiner Texte, die Forschung muss zu Tage fördern, ob er bei seinem Tod mit dabei war oder jemanden traf, der ihm das wahrheitsgemäß schilderte. Dabei soll Caiado ein Fieber (eine Angina, wie Erasmus schreibt) erlitten haben, die er aber unbehandelt ließ, sofern man diese damals überhaupt behandeln konnte. Stattdessen gab ihm ein englischer Freund den Rat, es mit Wein als Heilmittel zu versuchen, was Caiado laut Erasmus wohl auch getan hatte und daran im Alter von etwa 39 Jahren verstorben sei.

### Persönlichkeit
Caiado wird als extrem dick, körperlich klein, kurzatmig, aber auch sehr humorvoll, redegewandt und leicht melancholisch beschrieben.

### Freundeskreis
Caiado konnte einige Freunde, darunter auch Prominente, zu seinem Kreis zählen. So war er mit zwei deutschen Studenten- einer davon ein Abkömmling eines Familienzweiges der Fugger- befreundet. Zu ihnen zählte der damals sehr bekannte Humanist Angelo Poliziano, den er als seinen Meister verehrte. Marcello Adriani, bei dem er als Student immatrikuliert war und auch Celio Calcagnini zählte zu seinen Freunden.

### Der Dichter Caiado
Caiado war ein hochtalentierter Lyriker, manche meinen, er war einer der bedeutendsten Dichter, die Portugal in der Renaissance hervorbrachte und stellen ihn gar an eine Seite mit Nationaldichter Luís de Camões. Er schrieb ausschließlich in Latein. Es waren vor allem Epigramme und Eklogen, die er in zwei Büchern veröffentlichte. Hauptthema war das einfache Landleben und das goldene Zeitalter portugiesischer Entdeckungen, wobei er da keine Heldentaten von Eroberern oder Entdeckern beschrieb, sondern die Eingeborenen und Indigenen besang und die Natur, die in den entdeckten Gebieten vorgefunden worden war. Er war damit ein Vorreiter des später so oft verwendeten Begriffs vom edlen Wilden, den er besang in seiner Natürlichkeit. Sein Werk ist bisher ins Portugiesische, Italienische und Französische übersetzt worden.

## Rezeption
Caiado hat Spuren in Italien hinterlassen und wurde in seiner Heimat Portugal erst in den 1980er Jahren wiederentdeckt.
Erasmus von Rotterdam erwähnte ihn in einem Text (Epitaph (Trauergedicht bzw. Leichenrede) über einen Narr bzw. Clown), blieb aber nicht der einzige, auf den die Gestalt und Werk des Dichters und Dozenten Eindruck machte. Auch der Humanist Antonio Urceo schätzte seine Verse sehr. Lilius Gregorius Giraldus erwähnt lobend seine Verse in einem Werk. Später fällt eines seiner Bücher in die Hände von Papst Alexander VII., der es liest und es der iberischen Bibliothek der vatikanischen Bibliothek übergab.
1983 erfolgte eine erste Übersetzung seiner Verse mit 400 Seiten aus dem Lateinischen ins Portugiesische, das besorgte die Gulbenkian-Stiftung in Lissabon, 1988 wurde er im portugiesischen Fernsehen im Zuge einer Literatursendung erwähnt. In São Paulo ist eine Straße nach ihm benannt.
Vieles muss die Forschung über diesen geheimnisvollen Menschen noch zu Tage fördern.

## Werk
- 1496 Eklogen (Band mit  Eklogen in Bologna publiziert).
- 1501 Aeglogae et silvae et epigrammata (Buch mit Eklogen  und Epigrammen, publiziert in Bologna).
- 1504 und 1507 sind gedruckte Grabreden von ihm erhalten.